# 21P/Джакобини — Циннера
Комета Джакобини — Циннера (англ. 21P/Giacobini–Zinner) — короткопериодическая комета из семейства Юпитера, которая была открыта 20 декабря 1900 года французским астрономом Мишелем Джакобини в обсерватории Ниццы, когда комета медленно двигалась по созвездию Водолея. Она была описана как диффузный объект 10,5—11,0 m звёздной величины с центральной конденсацией яркостью 12,0 m и комой около 1 угловой минуты в поперечнике. Комета обладает довольно коротким периодом обращения вокруг Солнца — чуть более 6,4 года.

Орбита кометы Джакобини — Циннера и её положение в Солнечной системе

## История наблюдений
Комета наблюдалась ещё около двух месяцев после своего открытия и окончательно исчезла 16 февраля 1901 года. Хотя комета наблюдалась довольно продолжительное время, орбитальный период, как выяснилось позднее, был определён не точно, что к 1914 году привело к ошибке в определении местоположения кометы в 6 месяцев. Ситуация осложнялась ещё и тем, что условия для наблюдения кометы во время её возвращения 1907 года, оказались неблагоприятными и наблюдения, похоже, не проводились. Тем не менее, по чистой случайности, 23 октября 1913 года во время наблюдения переменных звёзд, комета всё же была обнаружена немецким астрономом Эрнстом Циннером вблизи β Щита. Он описал её как диффузный объект 10,0 m звёздной величины с комой в 3 угловые минуты и хвостом длиной 30 угловых минут.
Условия наблюдения в 1920 году вновь были неблагоприятными, зато комету удалось обнаружить в 1926 году, во время следующего возвращения. Положение кометы указывало на то, что на этот раз расчёты требовали корректировки всего на 5 дней. В этот раз комета достигла максимальной яркости 11,0 m и длины хвоста в 2 угловые минуты. В дальнейшем комету наблюдали при каждом возвращении, за исключением 1953 года. Особенно примечательным было возвращение 1946 года, когда в конце сентября комета пролетела всего в 0,26 а. е. от Земли, что увеличило её яркость до небывалых 7,0 m звёздных величин. Интересно также и то, что в начале октября на комете произошли вспышки, ещё больше увеличившие её яркость — до 6,0 m. Подобные вспышки яркости имели место и при возвращении 1959 года: 31 августа, 23 сентября и 24 октября, каждая из которых увеличивала яркость кометы на 0,5 m. В конечном счёте блеск кометы достиг значения 7,0 m, а длина хвоста превысила один градус.
Вероятно, именно эти вспышки отвечают и за ещё одно интересное явление, связанное с этой кометой — метеорным потоком Дракониды, максимум активности которого приходится примерно на 9 октября. Данный метеорный поток обычно проявляет себя достаточно слабо, но в 1933 и 1946 годах он ознаменовался настоящей метеорной бурей, когда за один час регистрировалось по несколько тысяч метеоров.
В 1985 году комета стала объектом исследования космического аппарата International Cometary Explorer, который 11 сентября 1985 года пролетел через хвост кометы. В 1998 году японцы также планировали перенаправить к ней ещё один межпланетный зонд — Сакигакэ, но ему не хватило топлива, чтобы достичь кометы. Впрочем, в тот год комета активно изучалась с Земли. Пройдя перигелий 21 ноября 1998 года, комета начала быстро увеличивать яркость с 15,0 m в начале июня — до 11,0 m к концу августа. Затем скорость увеличения магнитуды несколько замедлилась примерно до одной звёздной величины в месяц, достигнув в середине ноября максимального значения в 8,5 m при коме размером в 6 угловых минут. После этого яркость начала быстро падать по мере удаления кометы от Земли. Этот год ознаменовался и неожиданным увеличением активности метеорного потока, плотность которого увеличилась до 500 метеоров в час.
В 2018 году произошло очередное тесное сближение с Землёй (0,307 а. е.), во время которого блеск кометы достиг 6,0 m звёздных величин. Воспользовавшись столь малым расстоянием астрономы получили подробные оптические спектры кометы, которые показали, что комета обеднена молекулами углеродной цепи и углекислым газом, что, вероятно, указывает на её формирование в относительно тёплой части Солнечной системы.

## Сближение с планетами
- 0,88 а. е. от Земли 15 декабря 1900 года (внесло вклад в первое открытие кометы);
- 0,51 а. е. от Земли 14 ноября 1913 года (внесло вклад во второе открытие кометы);
- 0,26 а. е. с Земли 20 сентября 1946 года;
- 0,93 а. е. от Юпитера 19 января 1958 года;
  - уменьшение расстояния перигелия от 0,99 а. е. до 0,94 а. е.;
  - уменьшение орбитального периода с 6,56 до 6,42 лет;
- 0,35 а. е. от Земли 8 ноября 1959 года;
- 0,58 а. е. от Юпитера 23 сентября 1969 года;
  - увеличение расстояния перигелия от 0,93 а. е. до 0,99 а. е.;
  - увеличение орбитального периода с 6,41 до 6,52 лет;
- 0,93 а. е. от Земли 24 июля 1972 года;
- 0,47 а. е. от Земли 6 сентября 1985 года;
- 0,85 а. е. от Земли 27 ноября 1998 года;
- 0,39 а. е. от Земли 11 сентября 2018 года;
- 0,37 а. е. от Юпитера 14 февраля 2029 года;
  - увеличение расстояния перигелия с 1,01 а. е. до 1,07 а. е.;
  - увеличение орбитального периода с 6,53 до 6,70 лет;
- 0,53 а. е. от Земли 5 сентября 2031 года.